# Freddy Willockx
Frederik A.A. Willockx, dit Freddy Willockx, né le 2 septembre 1947 à Saint-Nicolas (Flandre-Orientale) et mort le 15 juin 2024 dans la même ville, est un homme politique belge flamand du Parti socialiste flamand.
Il est nommé ministre d'État le 28 janvier 2002.

## Mandats
- 1979-1984 : député fédéral belge
- depuis 1980 : secrétaire d'État fédéral aux Finances
- 1980-1981 : ministre des PTT
- 1988-1989 : ministre des PTT
- 1989-1994 : bourgmestre de Saint-Nicolas
- 1992-1994 : ministre des Pensions
- 1994-1999 : membre du Parlement européen
- depuis 1999 : député fédéral belge
- 1999-2001 : commissaire gouvernemental chargé de la problématique de la dioxine
- 2001-2010 : bourgmestre de Saint-Nicolas